# Бройтер
Бройтер (англ. Broighter, на ирландском «нижний форт») — город в графстве Лондондерри, Северная Ирландия. Расположен в 7 км к северо-западу от города Лимавади и 4 км к северо-востоку от Балликелли. Бройтер является частью района Козуэй Кост и Гленс. Железнодорожная станция Бройтер на железной дороге Лондондерри и Колрейн была открыта 29 декабря 1852 года и закрыта 3 июля 1950 года.

## Клад из Бройтера
В 1896 году в Бройтере был найден Клад из Бройтера. Клад хранится в экспозиции Национального музея Ирландии. Клад состоит из семи предметов. Наиболее ценные: золотая лодка длиной 18 см, золотая шейная гривна и золотая чаша. Объекты, возможно, были похоронены как подношение кельтскому богу моря, предположительно в первом веке до нашей эры, Железный век. В экспозиции музея клад назван «лучшим примером ирландской обработки золота Латенской культуры, непревзойдённым в Европе».